# Броджи, Ренато
Ренато Броджи (итал. Renato Brogi; 25 февраля 1873 года, Сесто-Фьорентино, королевство Италия — 25 августа 1924 года, Фьезоле, королевство Италия) — итальянский композитор и пианист, представитель позднего романтизма в музыке.

## Биография
Ренато Броджи родился в городке Сесто-Фьорентино 25 февраля 1873 года. Начальное музыкальное образование он получил под руководством дяди по линии отца, известного оперного певца Августо Броджи. Закончил Флорентийскую королевскую консерваторию по классу фортепиано, где учился у Эрнесто Бекуччи. В 1893 году переехал в Милан и поступил в Миланскую консерваторию, где изучал композицию у Винченцо Феррони.
Оперный дебют композитора состоялся на сцене театра Пергола во Флоренции 4 февраля 1890 года мелодраматической оперой в трёх актах «Забывчивость» (итал. L'oblio) по либретто Роберто Пио Гаттески, главную партию в которой исполнил тенор Антонио Паоли. В этом сочинении заметно влияние веризма на творчество молодого Ренато Броджи. Первый успех к композитору пришёл в 1896 году с одноактной лирической оперой «Первая ночь» (итал. La prima notte) на либретто Артуро Франки по сказке Ханса Кристиана Андерсена, с которой он победил на Международном конкурсе Штайнера в Вене. Премьера оперы на родине композитора состоялась на сцене театра Пальяно во Флоренции 25 ноября 1898 года.
Затем, в течение шестнадцати лет, он сочинял только инструментальную и вокальную музыку. Его лирические камерные произведения пользовались у слушателей таким же успехом, как и сочинения современников — Франческо Паоло Тости, Джакомо Пуччини, Пьетро Масканьи и Ильдебрандо Пиццетти. Свои романсы Ренато Броджи писал на стихи исключительно поэтов-современников — Габриэле Д’Аннунцио, Джозуэ Кардуччи, Ренато Фучини, Энрико Панцакки. В них он сочетал импрессионизм с поздним романтизмом в музыке. Сразу после появления, вокальные произведения композитора вошли в репертуар многих известных певцов того времени, таких, как баритон Титта Руффо и сопрано Джемма Беллинчони.
24 апреля 1920 года в театре Политеама во Флоренции состоялась премьера его третьей оперы «Изабелла Орсини» (итал. Isabella Orsini), на премьере которой дирижировал Винченцо Беллеца. Сочинение было благосклонно принято публикой и критикой, и после постановки оперы с успехом прошли в других городах Италии, Бразилии и Аргентины. В 1923 году были поставлены последние сценические произведения композитора — опера «Венецианские забавы» (итал. Follie Veneziane) и оперетта «Вакх в Тоскане» (итал. Bacco in Toscana). Ренато Броджи скоропостижно скончался от рака во Фьезоле 25 августа 1924 года.

## Творческое наследие
Творческое наследие композитора включает 4 оперы, 1 оперетту, несколько сочинений инструментальной и вокальной музыки, в том числе известный романс «Венецианское видение» (итал. Visione Veneziana) на стихи Орвието, Анджоло.

## Видеозаписи
- Ettore Bastianini. «Visione Veneziana» di Renato Brogi — Ренато Броджи. Романс «Венецианское видение» в исполнении Этторе Бастианини (1922—1967). (итал.)